# Пустозёров, Алексей Алексеевич
Алексей Алексеевич Пустозёров (род. 29 апреля 2000, Чебаркуль, Челябинская область) — российский хоккеист, нападающий системы хоккейного клуба «Ак Барс», выступающего в КХЛ.

## Биография
Начинал заниматься хоккеем в челябинском «Тракторе». В 2015 году уехал в аренду в ярославский «Локомотив», в сезоне 2016/17 играл за команду НМХЛ «Локо-Юниор». Летом 2017 года перешёл в систему «Салавата Юлаева», стал играть за команду МХЛ «Толпар». С сезона 2019/20 — игрок команды ВХЛ «Торос». В следующем сезоне дебютировал в КХЛ. Летом 2024 года не принял контрактное предложение «Салавата Юлаева» и стал ограниченно свободным агентом. 1 сентября отказался дальше выступать за «Салават Юлаев».
27 декабря 2024 года был обменян из уфимского «Салавата Юлаева» в казанский «Ак Барс» на денежную компенсацию и подписал однолетний двусторонний контракт.
В начале мая 2022 года провёл четыре товарищеских матча в составе сборной России против Белоруссии.